# They Might Be Giants (álbum)
They Might Be Giants (en español: Ellos deben ser gigantes), a veces llamado The Pink Album, es el álbum debut de la banda estadounidense de rock alternativo They Might Be Giants. El álbum generó dos sencillos: «Don't Let's Start» y «(She Was A) Hotel Detective».
«Don't Let's Start» es frecuentemente citada como una canción clave de la banda, y su éxito contribuyó positivamente a las ventas del álbum. Debido a esto, cuando la banda firmó con Elektra Records, la canción fue relanzada en Europa con caras B alternativas.
El álbum está incluido en Then: The Earlier Years, una compilación del material antiguo de la banda, excepto «Don't Let's Start», que está sustituido por el sencillo mix.

## Lista de canciones
| N.º | Título                                 | Duración |  |
| 1.  | «Everything Right Is Wrong Again»      | 2:20     |  |
| 2.  | «Put Your Hand Inside the Puppet Head» | 2:12     |  |
| 3.  | «Number Three»                         | 1:27     |  |
| 4.  | «Don't Let's Start»                    | 2:36     |  |
| 5.  | «Hide Away Folk Family»                | 3:21     |  |
| 6.  | «32 Footsteps»                         | 1:36     |  |
| 7.  | «Toddler Hiway»                        | 0:25     |  |
| 8.  | «Rabid Child»                          | 1:31     |  |
| 9.  | «Nothing's Gonna Change My Clothes»    | 1:58     |  |
| 10. | «(She Was A) Hotel Detective»          | 2:10     |  |
| 11. | «She's an Angel»                       | 2:37     |  |
| 12. | «Youth Culture Killed My Dog»          | 2:51     |  |
| 13. | «Boat of Car»                          | 1:15     |  |
| 14. | «Absolutely Bill's Mood»               | 2:38     |  |
| 15. | «Chess Piece Face»                     | 1:21     |  |
| 16. | «I Hope That I Get Old Before I Die»   | 1:58     |  |
| 17. | «Alienation's for the Rich»            | 2:25     |  |
| 18. | «The Day»                              | 1:27     |  |
| 19. | «Rhythm Section Want Ad»               | 2:21     |  |